# 奥克·黑格尔
奥克·黑格尔（瑞典語：Åke Häger，1897年7月5日—1968年3月9日），生于斯文永阿市镇，瑞典前男子体操运动员。他曾获得1920年夏季奥运会体操比赛男子团体瑞典式金牌。他于1968年在吕瑟希尔去世。